# مصطفى الأطرسي
مصطفى الأطرسي (بالفرنسية: Mustapha El Atrassi)‏ مواليد 30 أغسطس 1985 بمدينة سان دولشار، هو فكاهي فرنسي مغربي.

## روابط خارجية
- مصطفى العطرسي على موقع IMDb (الإنجليزية)
- مصطفى العطرسي على موقع قاعدة بيانات الفيلم (الإنجليزية)
- (بالفرنسية) Site officiel
- (بالفرنسية) Page sur Mustapha sur le site non officiel de la Bande à Ruquier